# أحمد بن محمد الأزرقي
أحمد بن محمد بن الوليد بن عقبة بن الأزرق بن عمر بن الحارث بن أبي شمر الغساني، هو أبو الوليد المكي الأزرقي ويقال أبو محمد المكي الأزرقي صاحب تاريخ مكة،  وهو من رواة الحديث النبوي، روى عن الشافعي وجماعة، وروى عنه محمد بن إسماعيل البخاري في صحيحه، ومحمد بن سعد البغدادي كاتب الواقدي، ويعقوب بن سفيان، وأبو حاتم الرازي. توفي سنة 222 هـ. وهو جد أبي الوليد محمد بن عبد الله بن أحمد الأزرقي صاحب كتاب أخبار مكة وما جاء فيها من الآثار والمتوفي سنة 250 هـ.

## روايته للحديث
روى أحاديث نقلها عنه حفيده محمد بن عبد الله بن أحمد الأزرقي في كتابه أخبار مكة وعددها ثلاثة وعشرون حديثاً.

## شيوخه[4]
- إبراهيم بن أبي يحيى الأسلمي.
- إبراهيم بن محمد الشافعي.
- حسان بن إبراهيم العنزي.
- حماد بن شعيب الحماني.
- داود بن عبد الرحمن العبدي.
- داود بن عجلان المكي.
- سعيد بن سالم الكوفي.
- سعيد بن مزاحم القرشي.
- سفيان بن عيينة.
- هلال بن فياض اليشكري.
- عبد الجبار بن الورد القرشي.
- عبد الرحمن بن أبي الرجال الأنصاري.
- جردقة البصري.
- عبد الرحيم بن زيد العمى.
- عبد الرزاق بن همام الحميري.
- عبد العزيز بن أبي حازم المخزومي.
- عبد العزيز بن محمد الدراوردي.
- عبد الله بن المبارك.
- عبد الله بن عبد العزيز الليثي.
- عبد الله بن مسلمة الحارثي.
- عبد المجيد بن عبد العزيز العتكي.
- عبد الملك بن إبراهيم الجدي.
- عثمان بن عمرو الجزري.
- عطاف بن خالد المخزومي.
- عمرو بن يحيى القرشي.
- عمرو بن يحيى الأنصاري.
- عيسى بن يونس السبيعي.
- مالك بن أنس الأصبحي.
- محمد بن إدريس الشافعي.
- ابن إسحاق القرشي.
- محمد بن خالد الوهبي.
- محمد بن عبد الرحمن الجدعاني.
- مسلم بن خالد بن سعيد الزنجي.
- موسى بن داود الضبي.
- يحيى بن سليم الطائفي.
- أبو قتادة الشامي.
- سعيد بن عثمان.
- سليم بن مسلم الخشاب.
- عبد الله بن زرارة القرشي.
- عبد الله بن عبد العزيز الليثي.
- محمد بن عمر الواقدي.
- محمد بن يوسف بن الطباع.
- هشام بن خالد المخزومي.
- عبد الرحمن بن الحسن الأزرقي.
- هارون بن أبي بكر.

## تلامذته[4]
- أحمد بن أسحاق الأهوازي.
- إسماعيل بن يعقوب الحارثي.
- الربيع بن سليمان المرادي.
- عبد الرحمن بن عبد الله المصري.
- محمد بن إسحاق الصاغاني.
- محمد بن إسماعيل البخاري.
- يعقوب بن سفيان الفسوي.
- يوسف بن موسى الرازي.
- أحمد بن عمرو العتكي.
- أحمد بن محمد الأدمي.
- إسحاق بن أحمد الخزاعي.
- بشر بن موسى.
- حنبل بن إسحاق.
- سعد بن عبد الله المصري.
- عبد الله بن أحمد التميمي.
- محمد بن إسماعيل الصائغ.
- محمد بن سعد البغدادي.
- النضر بن سلمة الخراساني.
- محمد بن عبد الله الأزرقي.

## وصلات خارجية
- كتاب أخبار مكة.